# Plicatellopsis
Plicatellopsis is een geslacht van sponsdieren uit de klasse van de Demospongiae (gewone sponzen).

## Soorten
- Plicatellopsis antarctica (Carter, 1876)
- Plicatellopsis arborescens Burton, 1932
- Plicatellopsis borealis Lehnert & Stone, 2017[2]
- Plicatellopsis expansa (Thiele, 1905)
- Plicatellopsis flabellata Burton, 1932
- Plicatellopsis fragilis Koltun, 1964